# Canan und Handan Can
Canan und Handan Can (* 1965 in Istanbul bzw. 1968 in Düsseldorf) sind mit ihren in jungen Jahren verfassten Texten frühe Autorinnen einer sich formierenden interkulturellen Literatur deutscher Sprache.
Die Schwestern entstammen einer türkischen Gastarbeiterfamilie. Canan wurde in der Türkei geboren und wuchs dort auch auf. Ihre jüngere Schwester Handan wurde in Deutschland zur Welt gebracht, doch auch sie verbrachte den größten Teil ihrer Kindheit in der Heimat ihrer Eltern. 1979 wurde die Familie schließlich zusammengeführt, indem die Kinder zu ihren Eltern nach Düsseldorf kamen. Ihr gemeinsam in deutscher Sprache verfasster Text Das Leben geht weiter ist Gräfs Romanführer zufolge ein bemerkenswertes frühes Werk der „Literatur der Migranten“ in Deutschland. Einen anderen Text von Handan Can berücksichtigt Horst Hamm in seiner „Einführung in die deutschsprachige Gastarbeiterliteratur“ Fremdgegangen – freigeschrieben (1988): Auf dem Schulweg. Dieser erschien 1983 in dem von Irmgard Ackermann herausgegebenen Band Türken deutscher Sprache, einer Blütenlese literarischer Preisausschreiben des Münchner Instituts für Deutsch als Fremdsprache.